# Koen de Kort
Koen de Kort est un coureur cycliste néerlandais, né le 8 septembre 1982 à Gouda. Professionnel de 2005 à 2021, il est à partir d'août 2021 membre de l'encadrement technique de l'équipe Trek-Segafredo.

## Biographie

### Jeunesse et carrière amateur
Koen de Kort naît le  8 septembre 1982 à Gouda, en Hollande-Méridionale. En 1996, il voit passer près de chez lui le Tour de France, qui part cette année-là de Bois-le-Duc. Ce passage le motive à prendre en 1997 sa première licence, au Wielervereniging Schijndel. En 1999, il intègre l'équipe Rabobank Junior. Régulièrement sélectionné en équipe nationale junior, il est notamment cinquième du Bank Austria Juniorentour, en Autriche, épreuve de la Coupe du monde junior,. Il participe aux championnats du monde sur route et s'y classe 27e de la course en ligne. Durant l'hiver, il pratique le cyclo-cross. Il se classe sixième du championnat du monde junior. En 2000, il est troisième du championnat des Pays-Bas du contre-la-montre juniors et termine quinzième de la Coupe du monde de cette catégorie, grâce notamment à sa deuxième place au Tour de l'Abitibi et sa troisième place au Tour de Haute-Autriche. Aux championnats du monde de cyclisme sur route, il se classe 24e du contre-la-montre et 15e de la course en ligne.
En 2001, Koen de Kort passe en catégorie espoirs (moins de 23 ans) et intègre la formation réserve de l'équipe professionnelle néerlandaise Rabobank, nommée Rabobank GS3. En début d'année 2002, il est vice-champion des Pays-Bas de cyclo-cross des moins de 23 ans. En 2003, il est troisième de l'Olympia's Tour, remporté par son coéquipier Joost Posthuma, et intègre en tant que stagiaire l'équipe professionnelle Rabobank durant les derniers mois de la saison. Vice-champion des Pays-Bas de cyclo-cross espoirs en début d'année 2004, Koen de Kort remporte pendant cette année le Paris-Roubaix espoirs et le Grand Prix Eddy Merckx, contre-la-montre disputé en duo où il devance avec Thomas Dekker des coureurs professionnels expérimentés, comme Bobby Julich et Jens Voigt, deuxièmes. Il termine troisième de Paris-Corrèze, derrière Philippe Gilbert et Simon Gerrans. En septembre 2004, il s'engage avec l'équipe espagnole Liberty Seguros-Würth, et non avec Rabobank, afin d'y devenir professionnel en 2005. Il explique ce choix par l'incertitude quant à ses chances d'intégrer l'équipe Rabobank l'année suivante.

### Carrière professionnelle
Koen de Kort commence sa carrière professionnelle au sein de Liberty Seguros-Würth en 2005. Il obtient sa première victoire en septembre, en gagnant la quatrième étape du Tour de l'Avenir. En 2006, il dispute le Tour d'Italie, son premier grand tour. Il le termine à la 124e place et se classe dixième de la dernière étape. C'est durant cette course qu'éclate l'« affaire Puerto », avec l'arrestation, entre autres personnes, du manager de l'équipe Liberty Seguros-Würth Manolo Saiz et du médecin Eufemiano Fuentes, soupçonnés d'être les principaux protagonistes d'un réseau de dopage. Une quarantaine de coureurs cyclistes, dont treize membres de Liberty Seguros-Würth, sont cités par la presse ou par l'Union cycliste internationale comme étant soupçonnés d'être des clients de ce dernier,,. Le sponsor Liberty Seguros met fin à son partenariat dès le mois de mai. Avec l'aide du Premier ministre kazakh et président de la fédération kazakhe de cyclisme, des sponsors kazakhs sont réunis et l'équipe prend le nom de la capitale du pays, Astana, et devient Astana-Würth,. Durant le deuxième semestre de l'année, Koen de Kort participe à plusieurs courses du ProTour avec cette équipe. Il est notamment vingtième du Grand Prix de Plouay.
En 2007, une nouvelle équipe nommée Astana est constituée et dotée d'une licence ProTour. Elle reprend huit coureurs d'Astana-Würth, dont Koen de Kort,. Durant cette saison, il se classe notamment 14e de la classique Gand-Wevelgem. En 2008, il est cinquième des Trois Jours de Flandre-Occidentale, quatrième du Ster Elektrotoer, douzième de l'Eneco Tour et troisième du championnat des Pays-Bas du contre-la-montre, derrière Lars Boom et Joost Posthuma.

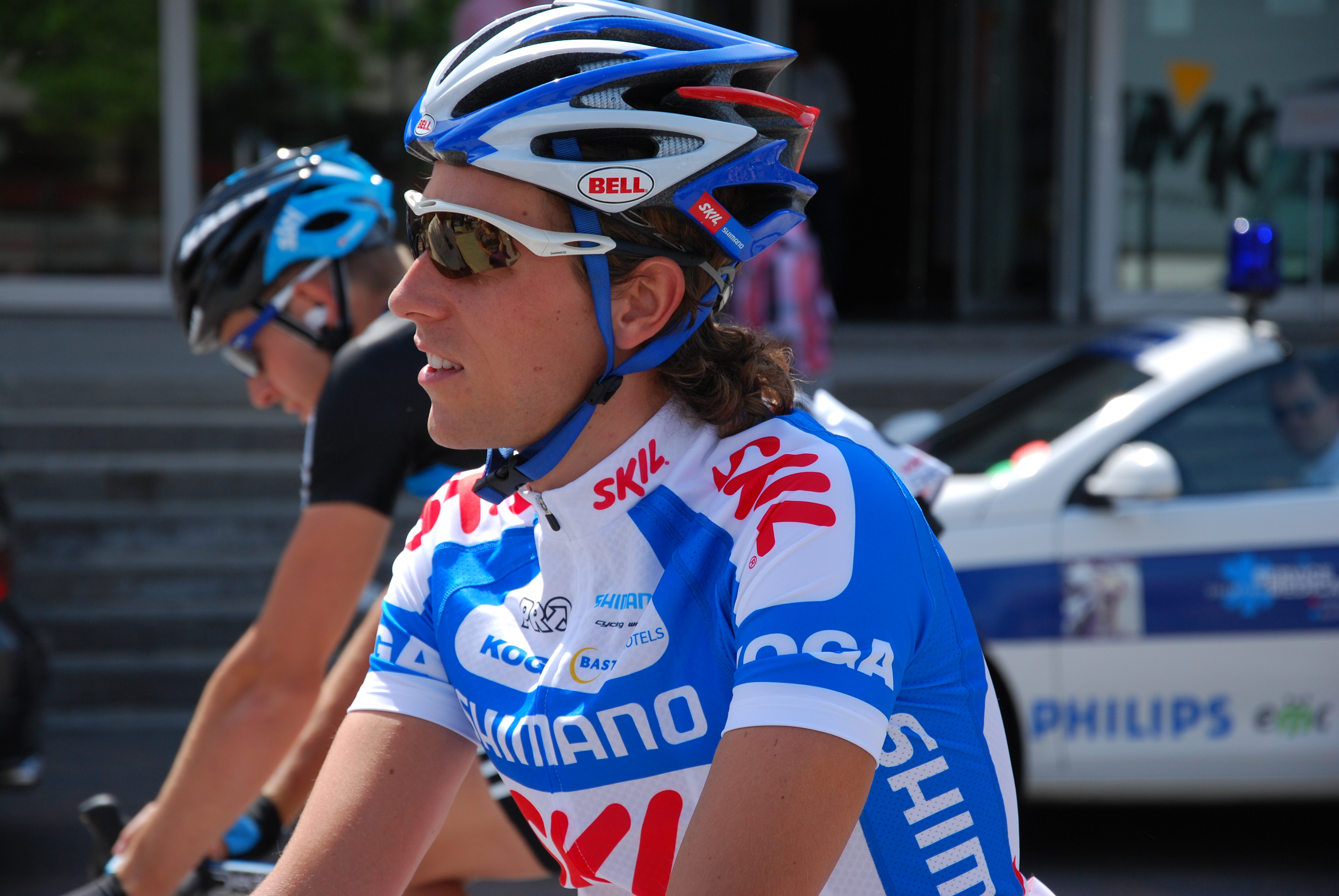
Koen de Kort en 2010

En 2009, Koen de Kort rejoint l'équipe continentale professionnelle néerlandaise Skil-Shimano. En juillet, il participe pour la première fois au Tour de France. Il le termine à la 111e place. En 2010, il fait partie de l'équipe des Pays-Bas disputant la course en ligne des championnats du monde. Il en prend la 62e place. Durant l'été 2011, il se classe neuvième du Tour de Wallonie et seizième de l'Eneco Tour. Il participe ensuite au Tour d'Espagne. Il est trois fois parmi les dix premiers d'étapes et termine 68e.
En 2012, Skil-Shimano devient provisoirement Project 1t4i en début de saison, puis s'appelle Argos-Shimano à partir du mois d'avril, avec l'arrivée du nouveau sponsor Argos Oil (nl). Koen de Kort se classe troisième d'À travers les Flandres en mars. En juin, il est septième du Ster ZLM Toer et dixième du championnat des Pays-Bas. Il participe pour la deuxième fois au Tour de France. En août, il dispute le Tour d'Espagne, où il est l'un des équipiers de John Degenkolb, vainqueur de cinq étapes. Il est sélectionné en équipe nationale pour la course en ligne des championnats du monde, dans le Limbourg néerlandais, en tant qu'équipier,. Il est seizième de cette course, le meilleur Néerlandais étant Lars Boom, cinquième.
En 2013, de Kort est victime d'une fracture à une clavicule durant le Tour du Qatar. En mai, il participe au Tour d'Italie en tant qu'équipier de John Degenkolb.
Au mois d'août 2016, il signe un contrat de deux ans avec l'équipe Trek-Segafredo, où il rejoint John Degenkolb.
Au mois d'août 2018, il prolonge le contrat qui le lie à son employeur et termine 29e du championnat d'Europe sur route à Glasgow.
En juin 2021, il est amputé de trois doigts de la main droite après un accident de voiture. Cet accident l'amène à mettre un terme à sa carrière et entamer une reconversion au sein de l'encadrement technique de son équipe.

## Palmarès et classements mondiaux

### Palmarès
| - 2000 - 1re étape du Tour de Haute-Autriche juniors - Acht van Bladel : - Classement général - 3e étape (contre-la-montre par équipes) - 2e du Tour de l'Abitibi - 3e du Tour de Haute-Autriche juniors - 3e du championnat des Pays-Bas du contre-la-montre juniors - 2003 - 3e de l'Olympia's Tour - 2004 - Paris-Roubaix espoirs - Tour du Brabant flamand : - Classement général - 1re étape - 1re étape du Circuit des Mines (contre-la-montre par équipes) - Grand Prix Eddy Merckx (avec Thomas Dekker) - 3e de Paris-Corrèze | - 2005 - 4e étape du Tour de l'Avenir - 2008 - 3e du championnat des Pays-Bas du contre-la-montre - 2012 - 3e d'À travers les Flandres |  |

### Résultats sur les grands tours

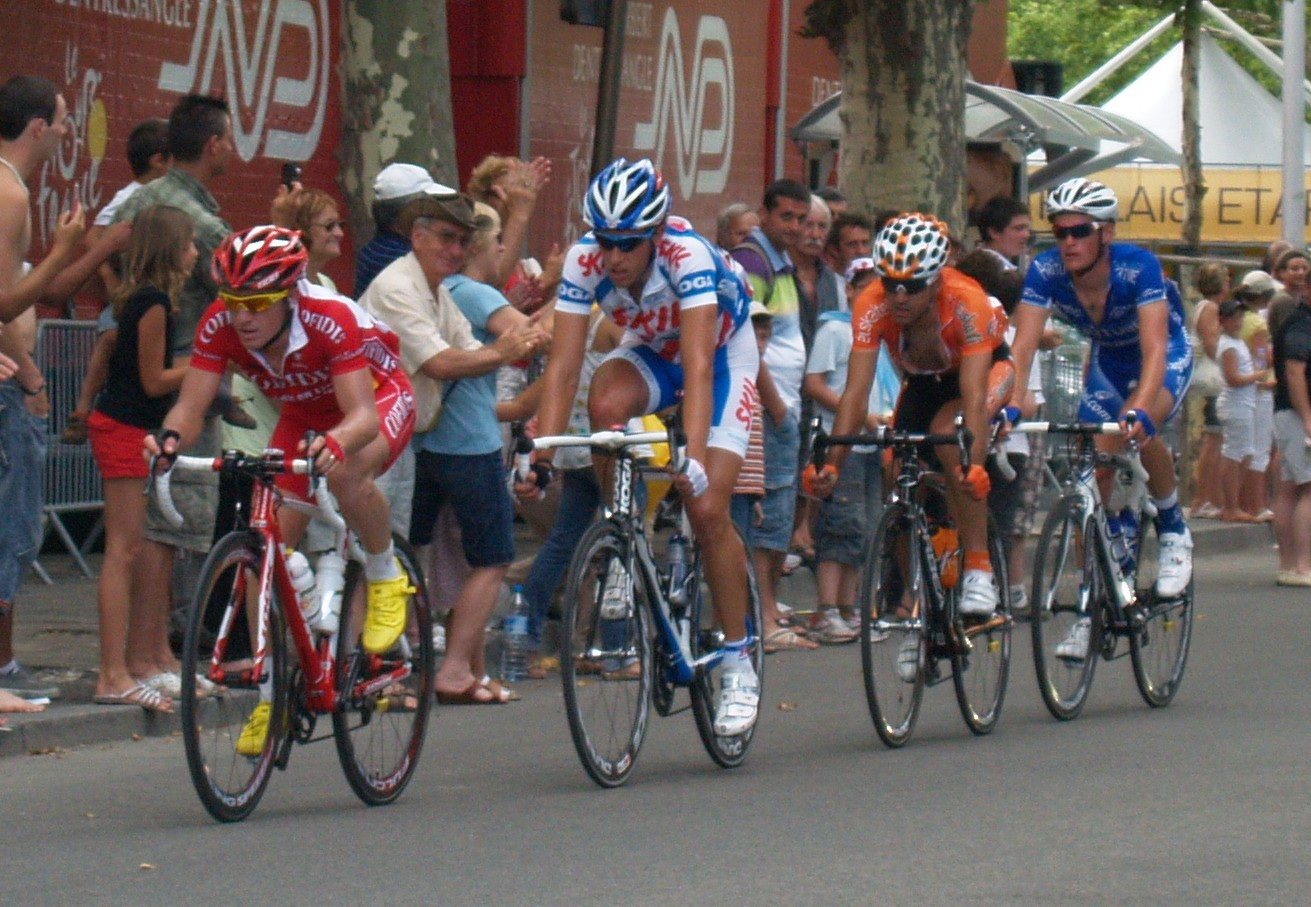
Koen de Kort (deuxième en partant de la gauche) dans un groupe d'échappés lors du Tour de France 2009.

#### Tour de France
8 participations
- 2009 : 111e
- 2012 : 103e
- 2013 : 138e
- 2014 : 92e
- 2015 : 73e
- 2017 : 70e
- 2018 : 78e
- 2019 : 125e

#### Tour d'Italie
3 participations
- 2006 : 124e
- 2013 : 78e
- 2021 : 134e

#### Tour d'Espagne
7 participations
- 2011 : 68e
- 2012 : 85e
- 2014 : abandon (18e étape)
- 2015 : 64e
- 2016 : 96e
- 2017 : 77e
- 2020 : 82e

### Classements mondiaux
| Année                                 | 2009  | 2010 | 2011 | 2012 | 2013 | 2014 | 2015 | 2016 | 2017 | 2018  | 2019  |
| ------------------------------------- | ----- | ---- | ---- | ---- | ---- | ---- | ---- | ---- | ---- | ----- | ----- |
| UCI World Tour                        |       |      |      |      | nc   | 230e | nc   | nc   | 244e | 184e  |       |
| Classement mondial                    |       |      |      |      |      |      |      | 769e | 900e | 510e  | 2113e |
| UCI Europe Tour                       | 1186e | 507e | 615e | 171e |      |      |      | nc   | nc   | 1350e | 1378e |
| UCI Asia Tour                         | nc    | nc   | 305e | nc   |      |      |      | 290e | 351e | 216e  |       |
| UCI America Tour                      | nc    | nc   | nc   | 248e |      |      |      | nc   | nc   | nc    |       |
| UCI Oceania Tour                      | nc    | nc   | nc   | 38e  |      |      |      | nc   | nc   | nc    |       |
|                                       |       |      |      |      |      |      |      |      |      |       |       |
| Légende : nc = non classéSource : UCI |       |      |      |      |      |      |      |      |      |       |       |